# Sorata

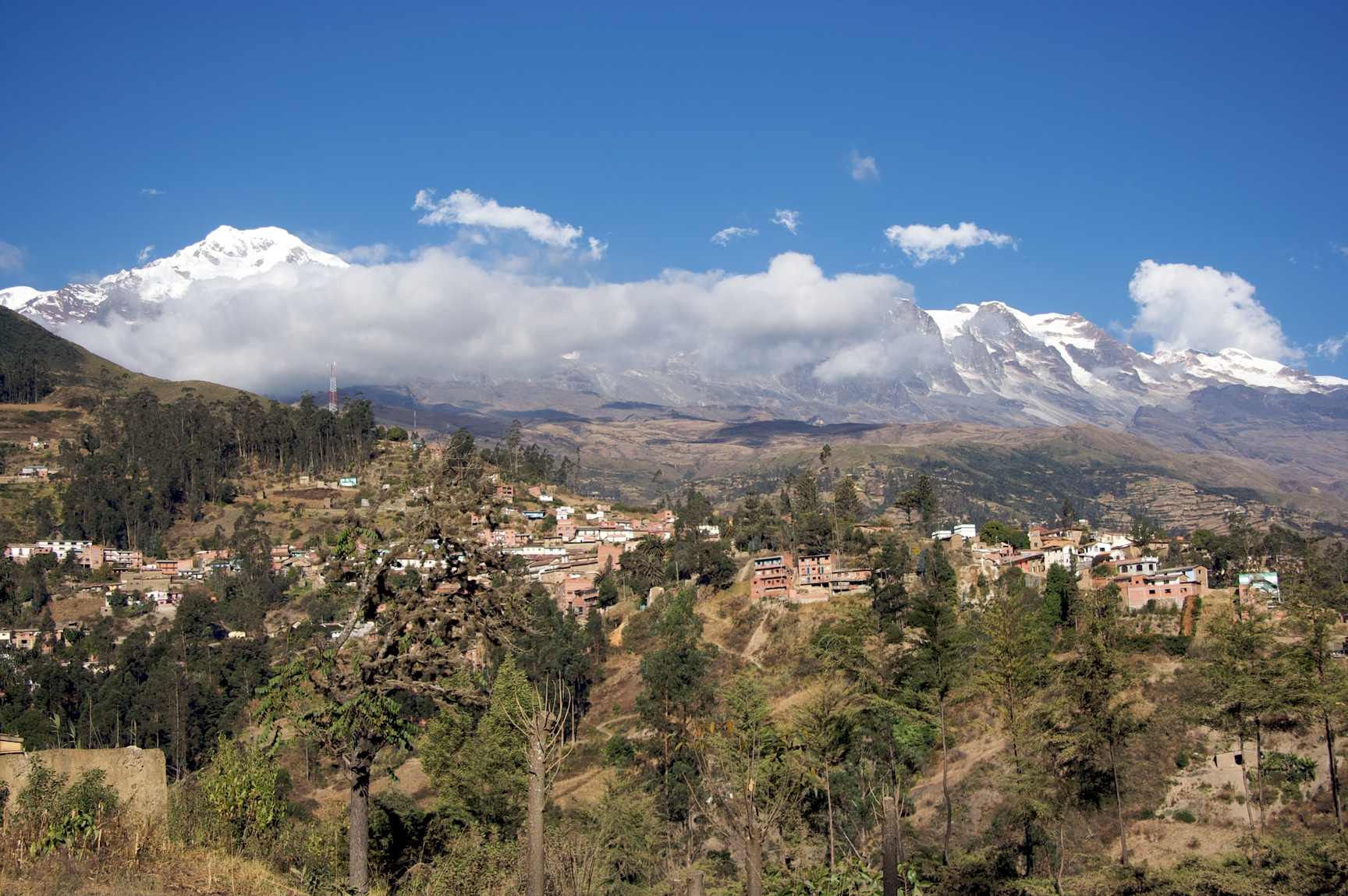
Vista parcial de Sorata con los nevados de fondo.

Sorata es una localidad de Bolivia, capital de la provincia de Larecaja a 150 km de la ciudad de La Paz. Según el último censo oficial realizado por el Instituto Nacional de Estadística de Bolivia (INE) en 2012, el municipio cuenta con una población de 23.512 habitantes y está situado a una altitud promedio de 3.800 metros sobre el nivel del mar. 
El municipio posee una extensión superficial de 1.886 km² y una densidad de población de 12,46 hab/km² (habitante por kilómetro cuadrado). 

## Ubicación
Está situada a una altitud de 2674 m, tiene un clima templado y la temperatura promedio es de 17 °C, se encuentra al pie del Nevado Illampu, una de las montañas más altas de Bolivia. Tiene una población aproximada de 23500 habitantes. Sorata es un centro agrícola además de ser un atractivo centro turístico a nivel nacional.

## Geografía
Sorata se encuentra a una altitud de 2.695m en las coordenadas 15°46′0″ S (latitud) y 68°37′59″ O (longitud).

## Demografía
De acuerdo con el censo boliviano de 2024, la población del municipio de Sorata es de 30 020 habitantes.
La población del municipio casi se duplicó entre 1992 y 2024:
| Año  | Habitación (municipio) | Fuente                  |
| ---- | ---------------------- | ----------------------- |
| 1992 | 16 073                 | Censo boliviano de 1992 |
| 2001 | 19 013                 | Censo boliviano de 2001 |
| 2012 | 23 512                 | Censo boliviano de 2012 |
| 2024 | 30 020                 | Censo boliviano de 2024 |

## Transporte
Actualmente se encuentran tres sindicatos de mini buses para viajar a Sorata los cuales son Trans Unificada, Perla del Illampu y Tran Unificada 2, el primer minibus que sale de Sorata es las 04:00 de la madrugada con destino a la ciudad de La Paz también con destino a Sorata desde la ciudad de La Paz. Por tanto micros salen cuando están llenos y flotas (autobuses de larga distancia) salen cada hora 04:00-17:00. De Copacabana debe bajar en la ciudad de la Unión de Huarina y esperar a otro bus, probablemente lleno. Del mismo modo, para Charazani debe cambiar en Achacachi, pero tendrá que empezar desde muy temprano Sorata.[cita requerida]